# Hyperion Bay
Hyperion Bay è una serie televisiva statunitense in 17 episodi trasmessi per la prima volta nel corso di una sola stagione dal 1998 al 1999.

## Trama
Dennis Sweeny, dopo una carriera di successo nel business del software, torna a casa per aprire una divisione locale per l'azienda per cui lavora. La serie prende la piega drammatica quando il nuovo incontra il vecchio nella piccola città costiera di Hyperion Bay, in California. La sua presenza scatenerà intrighi e passioni che coinvolgeranno ex amici e conoscenti tra cui il fratello maggiore Nick.

## Personaggi e interpreti
- Dennis Sweeny (17 episodi, 1998-1999), interpretato da Mark-Paul Gosselaar.
- Nick Sweeny (17 episodi, 1998-1999), interpretato da Dylan Neal.
- Jennifer Worth (17 episodi, 1998-1999), interpretata da Sydney Penny.
- Amy Sweeny (17 episodi, 1998-1999), interpretata da Christina Moore.
- Nelson Tucker (17 episodi, 1998-1999), interpretato da Bart Johnson.
- Marcus Fox (17 episodi, 1998-1999), interpretato da Chaka Forman.
- Trudy Tucker (17 episodi, 1998-1999), interpretata da Cassidy Rae.
- Marjorie Sweeney (17 episodi, 1998-1999), interpretata da Cindy Pickett.
- Sarah Hicks (8 episodi, 1999), interpretata da Carmen Electra.
- Emily (7 episodi, 1999), interpretata da Daya Vaidya.
- Bordon Hicks (6 episodi, 1998-1999), interpretato da Victor Slezak.
- Town Supervisor Bart Corver (4 episodi, 1998-1999), interpretato da Art LaFleur.
- Wendy (4 episodi, 1999), interpretato da Shann Johnson.
- Claire (2 episodi, 1998), interpretata da Brigid Brannagh.
- Portnoy (2 episodi, 1999), interpretato da Michael Houston King.
- Bernie (2 episodi, 1999), interpretato da Ray Proscia.

## Produzione
La serie, ideata da Joseph Dougherty, fu prodotta da Jarndyce & Jarndyce Inc. e Warner Bros. Television e girata in California. Le musiche furono composte da Michael Tavera. Secondo lo sceneggiatore e co-produttore della serie Jeffrey Stepakoff, la rete chiese ad un certo punto ai produttori di rendere lo spettacolo più aggiornato e di velocizzarne il ritmo. Quando i produttori e il creatore Joseph Dougherty rifiutarono, Stepakoff fu licenziato dalla Warner Bros. e l'ex produttore di Melrose Place Frank South fu assunto per riorganizzare la serie. Carmen Electra fu aggiunta al cast nel ruolo di Sarah Hicks, un personaggio modellato su quello di Heather Locklear, Amanda Woodward, di Melrose Place.
I cambiamenti non portarono miglioramenti nei dati d'ascolto e il network annunciò la cancellazione della serie nel febbraio del 1999. Gli ultimi episodi furono mandati in onda nel marzo nello stesso anno.

### Registi
Tra i registi sono accreditati:
- Sharron Miller in 2 episodi (1998)
- Joseph Dougherty
- Ellen S. Pressman
- Frank South

### Sceneggiatori
Tra gli sceneggiatori sono accreditati:
- Joseph Dougherty
- Wendy Goldman
- Bernard Lechowick
- Frank South
- Jeffrey Stepakoff

## Distribuzione
La serie fu trasmessa negli Stati Uniti dal 21 settembre 1998 all'8 marzo 1999 sulla rete televisiva The WB Television Network. In Italia è stata trasmessa dal settembre del 2000 su RaiDue con il titolo Hyperion Bay.
Alcune delle uscite internazionali sono state:
- negli Stati Uniti il 21 settembre 1998 (Hyperion Bay)
- in Irlanda il 27 febbraio 1999
- in Svezia il 30 agosto 1999
- in Finlandia il 23 novembre 1999 (Kaukainen lahti)
- in Ungheria il 3 aprile 2000
- in Francia il 22 marzo 2001 (Hyperion Bay)
- in Italia (Hyperion Bay)

## Episodi
| Stagione       | Episodi | Prima TV USA |
| -------------- | ------- | ------------ |
| Prima stagione | 17      | 1998-1999    |